# Anastasiana
On regroupe sous le nom d'Anastasiana des ouvrages dont l'attribution à Anastase le Sinaïte, ou plus rarement à Anastase Ier ou à Anastase II d'Antioche, est discutée :
- Sur l'Hexahemeron en 12 livres, CPG 7770, commentaire sur Gn. 1 ;
- Contre les monophysites, CPG 7771, compilation de citations patristiques douteuses ;
- Disputation contre les Juifs, CPG 7772, pas antérieure au IXe siècle ;
- Homélie sur les trois carêmes, CPG 7773, XIIe siècle ;
- De haeresibus et concisa et perspicua fidei nostrae notitia, CPG 7774-7775, rédigée par un moine Anastase du Sinaï de datation incertaine ;
- Opuscules pour le temps de carême, CPG 7776-7779, rédigés par un autre Anastase du Sinaï, canoniste du IXe, Xe ou XIe siècle ;
- Homilie sur les Rameaux, CPG 7780, inédite, par un certain prêtre Anastase ;
- Doctrine des Pères sur l'incarnation du Verbe, CPG 7781, ouvrage important, florilège de citations ordonnées en une partie systématique (ch. 1-32) et une partie de questions variées (ch. 33-45), contemporain d'Anastase le Sinaïte mais son attribution est disputée (v. Diekamp, 1907).

## Autres traités d'« Anastase » d'origine douteuse
- CPG 7725-7740